# Stérgos Marínos
Stérgos Marínos (en grec: Στέργος Μαρίνος) est né le 17 septembre 1987 à Kos. C'est un joueur de football grec évoluant au poste de défenseur droit.

## Carrière
Marínos est formé dans le club de sa ville natale durant trois saisons. En 2005, il intègre l'effectif professionnel de l'Atromitos Football Club où il joue trente-sept matches durant quatre saisons. En 2009, il signe avec le Panathinaïkos où il remporte le championnat ainsi que la coupe lors de sa première saison où il joue dix matchs. En 2010-2011, il devient titulaire de l'équipe, jouant vingt-deux matchs. En juin 2013, il signe un contrat de 2 ans ( + 2 ans d'option ) en faveur du Royal Charleroi Sporting Club.  Le 28 mars 2015, l'option de 2 années supplémentaires au Mambourg est levée par les dirigeants carolos.

## Palmarès
- Championnat de Grèce de football: 2009-2010
- Coupe de Grèce de football: 2009-2010